# Oliver Hart
Sir Oliver Simon D'Arcy Hart (Londra, 9 ottobre 1948) è un economista britannico naturalizzato statunitense, professore di economia alla Harvard University e vincitore del premio Nobel per l'economia nel 2016 insieme al finlandese Bengt Holmström.

## Opere
- Firms, Contracts, and Financial Structure, Oxford, Oxford University Press, 1995.

## Articoli selezionati
- "On the Optimality of Equilibrium when the Market Structure is Incomplete", Journal of Economic Theory, December 1975, 418-443
- "Takeover Bids, the Free-rider problem, and the Theory of the Corporation" (with Sanford J. Grossman), Bell Journal of Economics, Spring 1980, 42-64
- "An Analysis of the Principal–Agent Problem" (with Sanford J. Grossman), Econometrica (January 1983) 7-46.
- "The Market Mechanism as an Incentive Scheme," Bell Journal of Economics, 14 (Autumn 1983) 366-82.
- "The Costs and Benefits of Ownership: A Theory of Vertical and Lateral Integration" (with Sanford J. Grossman), Journal of Political Economy, August 1986, 691-719.
- "One Share-One vote and the Market for Corporate Control" (with Sanford J. Grossman), Journal of Financial Economics, 1988
- "Incomplete Contracts and Renegotiation" (with John Hardman Moore), Econometrica 56(4) (July 1988).
- "Property Rights and the Nature of the Firm" (with John Hardman Moore), Journal of Political Economy 98(6) (1990).
- " A Theory of Debt Based on the Inalienability of Human Capital " (with John Hardman Moore), Quarterly Journal of Economics, November 1994, 841-879
- "The Proper Scope of Government: Theory and an Application to Prisons" (with Andrei Shleifer and Robert W. Vishny), Quarterly Journal of Economics 112(4) (1997) 1126-61.
- "Contracts as Reference Points" (with John Hardman Moore), Quarterly Journal of Economics, February, 2008,1-48.